# Snap (singel Rosy Linn)
Snap – singel ormiańskiej piosenkarki Rosy Linn wydany 19 marca 2022. Piosenkę skomponowali Rosa Linn, Larzz Principato, Jeremy Dusoulet, Allie Crystal, Tamar Kaprelian i Courtney Harrell. Utwór reprezentował Armenię w 66. Konkursie Piosenki Eurowizji w Turynie (2022).

## Lista utworów
- Digital download[2]

1. „Snap” – 2:59

## Notowania

### Tygodniowe
| Kraj                         | Notowanie (2022–23)                          | Najwyższa pozycja |
| ---------------------------- | -------------------------------------------- | ----------------- |
| Australia                    | ARIA Charts                                  | 20                |
| Austria                      | Ö3 Austria Top 40                            | 5                 |
| Belgia                       | Ultratop 50 Singles (Flandria)               | 1                 |
| Belgia                       | Ultratop 50 Singles (Walonia)                | 1                 |
| Białoruś                     | Unistar Top 20                               | 9                 |
| Brazylia                     | Top 100 Brasil                               | 71                |
| Brazylia                     | Pop Internacional                            | 5                 |
| Chorwacja                    | ARC 100                                      | 5                 |
| Chorwacja                    | Billboard Croatia Songs                      | 22                |
| Czechy                       | Rádio – Top 100                              | 16                |
| Czechy                       | Singles Digitál Top 100                      | 16                |
| Dania                        | Track Top-40                                 | 30                |
| Estonia                      | Radiomonitor                                 | 2                 |
| Finlandia                    | Suomen virallinen lista                      | 20                |
| Finlandia                    | Suomen virallinen radiosoitto                | 1                 |
| Francja                      | SNEP Top Singles                             | 10                |
| Grecja                       | IFPI Greece International                    | 20                |
| Hiszpania                    | Promusicae                                   | 51                |
| Holandia                     | Dutch Top 40                                 | 2                 |
| Holandia                     | Single Top 100                               | 4                 |
| Indonezja                    | Billboard Indonesia Songs                    | 15                |
| Indie                        | IMI International Top 20 Singles             | 11                |
| Irlandia                     | Top 100 Singles                              | 6                 |
| Islandia                     | Tónlistinn                                   | 7                 |
| Izrael                       | Media Forest                                 | 4                 |
| Kanada                       | Billboard Canadian Hot 100                   | 29                |
| Kanada                       | Billboard CHR AC                             | 12                |
| Kanada                       | Billboard CHR/Top 40                         | 32                |
| Kanada                       | Billboard CHR Hot AC                         | 16                |
| Liban                        | Lebanese Top 20                              | 11                |
| Litwa                        | Singlų Top 100                               | 21                |
| Luksemburg                   | Billboard Luxembourg Songs                   | 14                |
| Łotwa                        | EHR Top 40                                   | 1                 |
| Malezja                      | Billboard Malaysia Songs                     | 22                |
| Meksyk                       | Radiomonitor                                 | 12                |
| Niemcy                       | Offizielle Deutsche Chart                    | 8                 |
| Norwegia                     | VG-lista                                     | 8                 |
| Nowa Zelandia                | NZ Top 40 Singles Chart                      | 30                |
| Nowa Zelandia                | New Zealand Hot Singles wersja High and Fast | 31                |
| Paragwaj                     | SGP                                          | 119               |
| Polska                       | OLiA                                         | 3                 |
| Polska                       | AirPlay – Nowości                            | 4                 |
| Polska                       | AirPlay – TV                                 | 5                 |
| Polska                       | OLiS – single w streamie                     | 58                |
| Południowa Afryka            | RISA                                         | 37                |
| Portugalia                   | AFP                                          | 16                |
| Rosja                        | Tophit Radio Hits                            | 23                |
| Rumunia                      | Airplay Top 100                              | 5                 |
| Rumunia                      | Romanian Radio Airplay                       | 6                 |
| Rumunia                      | Romania TV Airplay                           | 5                 |
| San Marino                   | SMRRTV Top 50 wersja z Alfą                  | 43                |
| Serbia                       | Radiomonitor                                 | 13                |
| Singapur                     | RIAS                                         | 17                |
| Singapur                     | Billboard Singapore Songs                    | 19                |
| Słowacja                     | Rádio – Top 100                              | 2                 |
| Słowacja                     | Singles Digitál Top 100                      | 16                |
| Słowenia                     | Radiomonitor                                 | 1                 |
| Stany Zjednoczone            | Billboard Hot 100                            | 67                |
| Stany Zjednoczone            | Billboard Adult Contemporary                 | 27                |
| Stany Zjednoczone            | Billboard Adult Top 40                       | 11                |
| Stany Zjednoczone            | Billboard Mainstream Top 40                  | 17                |
| Stany Zjednoczone            | Billboard Rock & Alternative Airplay         | 8                 |
| Szwajcaria                   | Singles Top 100                              | 3                 |
| Szwecja                      | Sverigetopplistan                            | 8                 |
| Świat                        | Billboard Global 200                         | 18                |
| Węgry                        | Rádiós Top 40                                | 36                |
| Węgry                        | Single Top 40                                | 24                |
| Węgry                        | Stream Top 40                                | 29                |
| Wielka Brytania              | UK Singles Chart                             | 21                |
| Wielka Brytania              | UK Independent Singles                       | 1                 |
| WNP                          | Tophit Radio Hits                            | 10                |
| Włochy                       | FIMI                                         | 6                 |
| Zjednoczone Emiraty Arabskie | Radiomonitor                                 | 12                |

### Miesięczne
| Kraj  | Notowanie (2022)  | Najwyższa pozycja |
| ----- | ----------------- | ----------------- |
| Rosja | Tophit Radio Hits | 33                |

### Roczne
| Kraj       | Notowanie (2022)               | Najwyższa pozycja |
| ---------- | ------------------------------ | ----------------- |
| Australia  | ARIA Charts                    | 84                |
| Austria    | Ö3 Austria Top 40              | 36                |
| Belgia     | Ultratop 50 Singles (Flandria) | 13                |
| Belgia     | Ultratop 50 Singles (Walonia)  | 36                |
| Holandia   | Dutch Top 40                   | 6                 |
| Holandia   | Single Top 100                 | 22                |
| Niemcy     | Offizielle Deutsche Chart      | 40                |
| Litwa      | Singlų Top 100                 | 79                |
| Polska     | OLiA                           | 44                |
| Szwajcaria | Singles Top 100                | 18                |
| Szwecja    | Sverigetopplistan              | 36                |
| Świat      | Billboard Global 200           | 133               |
| Włochy     | FIMI                           | 52                |

## Certyfikat
| Kraj                   | Certyfikat         | Sprzedaż   |
| ---------------------- | ------------------ | ---------- |
| Austria (IFPI)         | 2× platynowa płyta | 60 000+    |
| Dania (IFPI)           | złota płyta        | 45 000+    |
| Francja (SNEP)         | platynowa płyta    | 200 000+   |
| Grecja (IFPI)          | złota płyta        | 1 000 000+ |
| Hiszpania (PROMUSICAE) | platynowa płyta    | 60 000+    |
| Kanada (Music Canada)  | złota płyta        | 40 000+    |
| Niemcy (BVMI)          | platynowa płyta    | 400 000+   |
| Polska (ZPAV)          | 2× platynowa płyta | 100 000+   |
| Portugalia (AFP)       | 2× platynowa płyta | 20 000+    |
| Szwajcaria (IFPI)      | 2× platynowa płyta | 40 000+    |
| Szwecja (GLF)          | platynowa płyta    | 8 000 000+ |
| Wielka Brytania (BPI)  | złota płyta        | 400 000+   |
| Włochy (FIMI)          | 2× platynowa płyta | 200 000+   |